# ランサナ・コンテ
ランサナ・コンテ（フランス語: Lansana Conté、1934年11月30日 - 2008年12月22日）は、ギニアの政治家で大統領。首都のコナクリ近郊生まれで、スースー族出身。

## 経歴
ギニアがフランス統治下にあった1955年、フランス軍入隊。のちアルジェリア独立戦争に従軍し、その後はギニア西部ボケ地区軍司令官に就任し、大佐に任命された。長期独裁政権を敷いていた初代大統領セク・トゥーレが死去し、最高指導者としてのカリスマが失われ動揺が広がっていた1984年4月3日、コンテは無血クーデターにより権力を掌握、大統領に就任した。
大統領就任後、幾度となく反コンテ・クーデターを切り抜け、事実上の独裁与党統一進歩党を率い独裁政権を維持した。1993年、ギニア初の複数政党制による大統領選挙で当選（得票率51.7%）、その後も再選し続けた。健康問題の浮上や、新たなる反政府運動などがささやかれ、一時期は死亡説さえ流れたが、自ら否定した。
長期政権への批判を内外から受ける中、1998年、2003年に行われた大統領選挙には、いずれも当選した。しかし、選挙結果や政治手法については引き続き多くの議論が交わされている。
2005年1月には、コナクリ市内を走行中のコンテの車列に向けた発砲事件が発生し、政情不安が露呈した。また、2006年1月に発生したストライキの際には、コンテと労働組合との間で和解に持ち込むことに成功したものの、強権的政治が揺らぎかねない手法を採ったことで、逆に従来得てきた政治的な求心力の低下も不安視された。なお、ストライキが解消した後も治安の悪化が深刻化したことから、翌2月には戒厳令を敷き、国内の引き締めを図った。
2008年12月22日、国営テレビによりコンテの死去が発表された。死因は不明。憲法に則り国民議会議長のアブバカル・ソンパレが暫定大統領となる予定であったが、間もなくムサ・ダディス・カマラ率いる民主主義と発展のための国民評議会が軍事クーデターを実行し、24日にカマラが暫定大統領の就任を宣言した（2008年ギニアクーデター）。